# Rugazi
Rugazi is een gemeente (commune) in de provincie Bubanza in Burundi.  De hoofdplaats van de gemeente draagt dezelfde naam.